# Frederik Casimir Kettler
Frederik Casimir Kettler (Duits: Friedrich Casimir (von) Kettler; Lets: Frīdrihs Kazimirs Ketlers) (Mitau, 6 juli 1650 – aldaar, 22 januari 1698) was van 1682 tot 1698 hertog van Koerland en Semgallen.

## Leven
Frederik Casimir was de zoon van hertog Jacob en Louise Charlotte van Brandenburg, een dochter van keurvorst George Willem. Zijn jeugd bracht hij door aan het hof van zijn oom, de Grote Keurvorst Frederik Willem van Brandenburg. Hij verbleef langere tijd in Frankrijk, maar werd, toen het leek dat hij zich tot het katholicisme zou bekeren, op bevel van Frederik Willem teruggehaald. Vanaf 1672 streed hij in Nederlandse dienst in de Hollandse Oorlog, maar in 1674 moest hij vanwege dreigende represailles van Lodewijk XIV terugkeren naar Duitsland.
Frederik Casimir werd na zijn vaders dood in 1682 hertog van Koerland. Zijn heerschappij zou geplaagd worden door geldnood, met name veroorzaakt door zijn pronkzucht en dure hofhouding. Om zijn geldnood de baas te worden liet Frederik Casimir zich in met allerlei dubieuze zaken, waaronder soldatenhandel met Christiaan V van Denemarken. Ook verkocht hij de ondernemingen van zijn vader, verpandde hij de hertogelijke domeinen en verkocht hij de kolonie Tobago aan de Britten. Frederik Casimirs aanzien verslechterde hierdoor sterk en zijn gehele regeringsperiode werd gedomineerd door conflicten met de adel en de landdag.
Frederik Casimir stierf in 1698. Hij werd opgevolgd door zijn minderjarige zoon Frederik Willem, namens wie zijn broer Ferdinand als regent optrad.

## Huwelijken en kinderen
Frederik Casimir huwde in 1678 met Sophia Amalia van Nassau-Siegen (Kasteel Wisch, Terborg, 10 januari 1650 - Jelgava, 15 november 1688), een dochter van graaf Hendrik van Nassau-Siegen en Maria Magdalena van Limburg-Stirum (1632 - Siegen, 27 december 1707). Uit het huwelijk werden vijf kinderen geboren:
- Frederik (1682-1683)
- Marie Dorothea (Jelgava, 6 februari 1684 - Berlijn, 8 februari 1743), gehuwd met Albrecht Frederik van Brandenburg-Schwedt
- Eleonore Charlotte (Jelgava, 11 juni 1686 - Bevern 28 juli 1748), gehuwd met Ernst Ferdinand van Brunswijk-Bevern
- Amalia Louise (Jelgava, 23 juli 1687 - Siegen 18 januari 1750), gehuwd met Frederik Willem Adolf van Nassau-Siegen
- Christina Sophia (1688-1694)

Na de dood van zijn eerste vrouw hertrouwde hij in 1691 met zijn nicht Elisabeth Sophia (1674-1748), dochter van de Grote Keurvorst Frederik Willem van Brandenburg. Uit dit huwelijk werden twee kinderen geboren:
- Frederik Willem (22 januari 1692 - 21 januari 1711), hertog van Koerland, gehuwd met Anna Ivanovna van Rusland
- Leopold Karel (1693-1697)

Godhard Kettler · Frederik I Kettler en Willem Kettler · Frederik I Kettler · Jacob Kettler · Frederik II Casimir Kettler · Frederik III Willem Kettler · Anna Ivanovna van Rusland · Maurits van Saksen (rivaal) · Ferdinand Ketler · Ernst Johann Biron · Lodewijk Ernst van Brunswijk-Lüneburg-Bevern · Karel van Saksen · Ernst Johann Biron · Peter Biron